# موج‌سواران (مجموعه تلویزیونی)
موج‌سواران (به انگلیسی و کوتاه شده Stoked) یک سریال انیمیشنی کانادایی است که توسط شرکت فرش تیوی ساخته شده‌است. این سریال در ۲۵ ژوئن ۲۰۰۹ از شبکه تله تون شروع و در ۲۶ ژانویه۲۰۱۳ به پایان رسید. این مجموعه در کانادا از تله تون و در استرالیا از ABC3 و در ایالات متحده از کارتون نتورک و در آلمان از KIKA ودر هلند و برخی کشور های اروپای از کانال دیزنی پخش گردیده است . خالقان این سریال همان خالقان انیمیشن های ۶ نوجوان ۱۶ ساله ساله و آرزوهای بزرگ می‌باشد.
در ایران نیز این انیمیشن در جم جونیور با دوبله فارسی پخش گردید.